# بارهد
latitudeبارهدlongitudeبارهد
بارهد (به انگلیسی: Barrhead) یک شهرک در اسکاتلند است که در رنفروشر شرقی واقع شده‌است.

## خصوصیات
بارهد ۱۹٬۸۱۳ نفر جمعیت دارد.